# Düşman
Düşman (en turc Enemic) és una pel·lícula dramàtica turca del 1979, escrita, produïda i codirigida per Yılmaz Güney amb Zeki Ökten durant el segon empresonament de Güney, amb Aytaç Arman com Ismail, un jove treballador turc sobrequalificat que incapaç de trobar feina es veu reduït a enverinar els gossos de carrer locals i demanar al seu pare una part de la seva herència. La pel·lícula es va projectar en competició per l'Ós d'Or al 30è Festival Internacional de Cinema de Berlín l'any 1980, on va guanyar una menció honorífica i el premi OCIC. També estava programat per competir en el cancel·lat 17è Festival Internacional de Cinema d'Antalya, pel qual va rebre quatre taronges d'or tardanes, incloent el millor director, el millor actor i la millor actriu.

## Repartiment
- Aytaç Arman com Ismail
- Güngör Bayrak com a Naciye
- Ahmet Açan com a Diyarbakirli
- Sevket Altug com a Abdullah
- Fehamet Atilla
- Hikmet Çelik
- Hasan Ceylan com a Feyyat
- Lütfü Engin com el pare d'Ismai
- Macit Koper com el germà d'Ismail
- Hüseyin Kutman com a Sevket
- Güven Sengil com a Nuri
- Kamil Sönmez com a Rifat
- Muadelet Tibet com a mare d'Ismail
- Fehmi Yasar

## Premis
- 30è Festival Internacional de Cinema de Berlín
  - Menció d'Honor
  - Premi OCIC
- 17è Festival Internacional de Cinema d'Antalya
  - Taronja d'or tardà al millor director: Zeki Ökten (guanyador, també per Sürü)
  - Taronja d'or tardà a la millor actriu: Güngör Bayrak (guanyador, compartit amb Melike Demirağ per Sürü)
  - Taronja d'or tardà al millor actor: Aytaç Arman (guanyador, compartit amb Tarık Akan per Adak i Sürü)
  - Taronja d'or tardà a la millor actriu secundària: Fehamet Atila (guanyador)